# Edoylerita
L'edoylerita és un mineral de la classe dels sulfats. Rep el seu nom en honor de Edward H. Oyler (1915–2004), col·leccionista de minerals americà especialitzat en minerals de mercuri.

## Característiques
L'edoylerita és un sulfat de fórmula química Hg₃2+(Cr6+O₄)S₂. Va ser aprovada com a espècie vàlida per l'Associació Mineralògica Internacional l'any 1987. Cristal·litza en el sistema monoclínic. Es troba en forma de cristalls prismàtics aciculars, allargats al llarg de [101], mostrant {010}, {111}, {001} i {101}, de fins a 0,5 mil·límetres; típicament en agregats estrellats.
Segons la classificació de Nickel-Strunz, l'edoylerita pertany a «07.FB - Cromats amb O, V, S, Cl addicionals» juntament amb els següents minerals: fenicocroïta, santanaïta, wattersita i deanesmithita.

## Formació i jaciments
És un producte rara de l'alteració del cinabri, que es troba en dipòsits de mercuri en roques de silicat-carbonat hidrotermals alterada a partir de serpentinita. Sol trobar-se associada a altres minerals com: cinabri, deanesmithita, magnesita i quars. Va ser descoberta a Clear Creek claim, a Picacho Peak, Nova Idria, al comtat de San Benito (Califòrnia, Estats Units), l'únic indret on ha estat trobada.